# Tour Défense 2000
 (novembre 2022).
Si vous disposez d'ouvrages ou d'articles de référence ou si vous connaissez des sites web de qualité traitant du thème abordé ici, merci de compléter l'article en donnant les références utiles à sa vérifiabilité et en les liant à la section « Notes et références ».
La tour Défense 2000 est l'immeuble d'habitation le plus haut de France. Cette tour se situe dans le quartier de la Défense, sur la commune de Puteaux.

## Occupation
Elle a été construite entre avril 1971 et novembre 1974. Son succès n'a pas été immédiat : au bout de deux ans, seulement un quart des appartements avaient été vendus. La tour est légèrement en retrait par rapport aux autres immeubles de la Défense, en haut de la butte Chantecoq.
Cet immeuble comporte 47 étages et 370 appartements pour une population d'environ 900 personnes. Une école maternelle occupe le rez-de-rue.

## Caractéristiques
- Architectes : Proux, Demones et Srot ;
- Base : construction autour d'un noyau en béton de 134 m2 ;
- Hauteur : 134 m ;
- Nombre d'étages : 47 ;
- Surface du site : 3 197 m2 ;
- Surface par étage : 770 m2 ;
- Nombre d'appartements : 370, allant de 17,9 m2 à 140 m2, de la chambre au 6 pièces ;
- Population : 900 personnes ;
- Syndic de copropriété : Atrium Gestion.

## Galerie

La tour vue de côté.
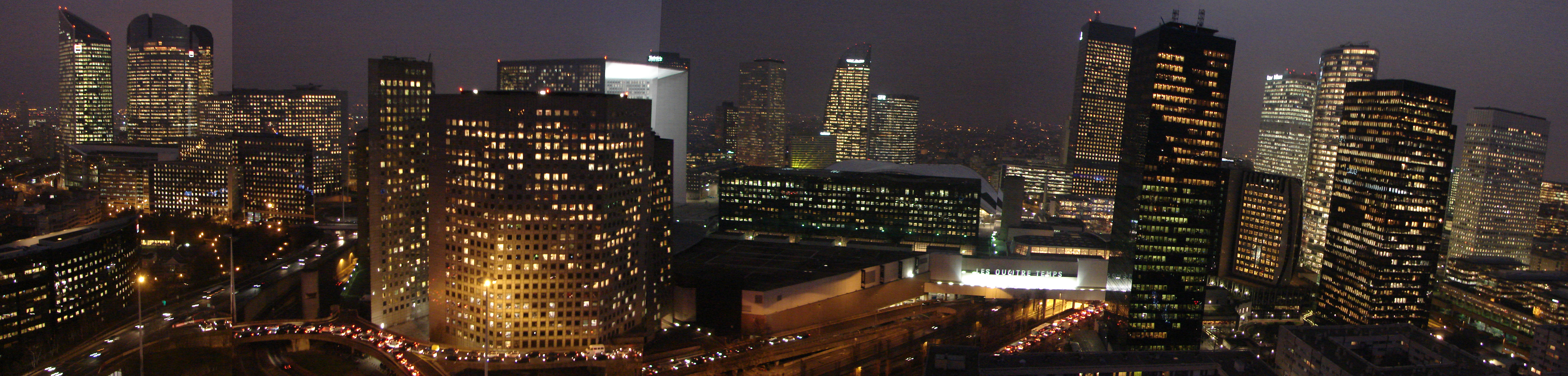
Panorama de La Défense vu de la tour au crépuscule.